# Campo Grande Atlético Clube

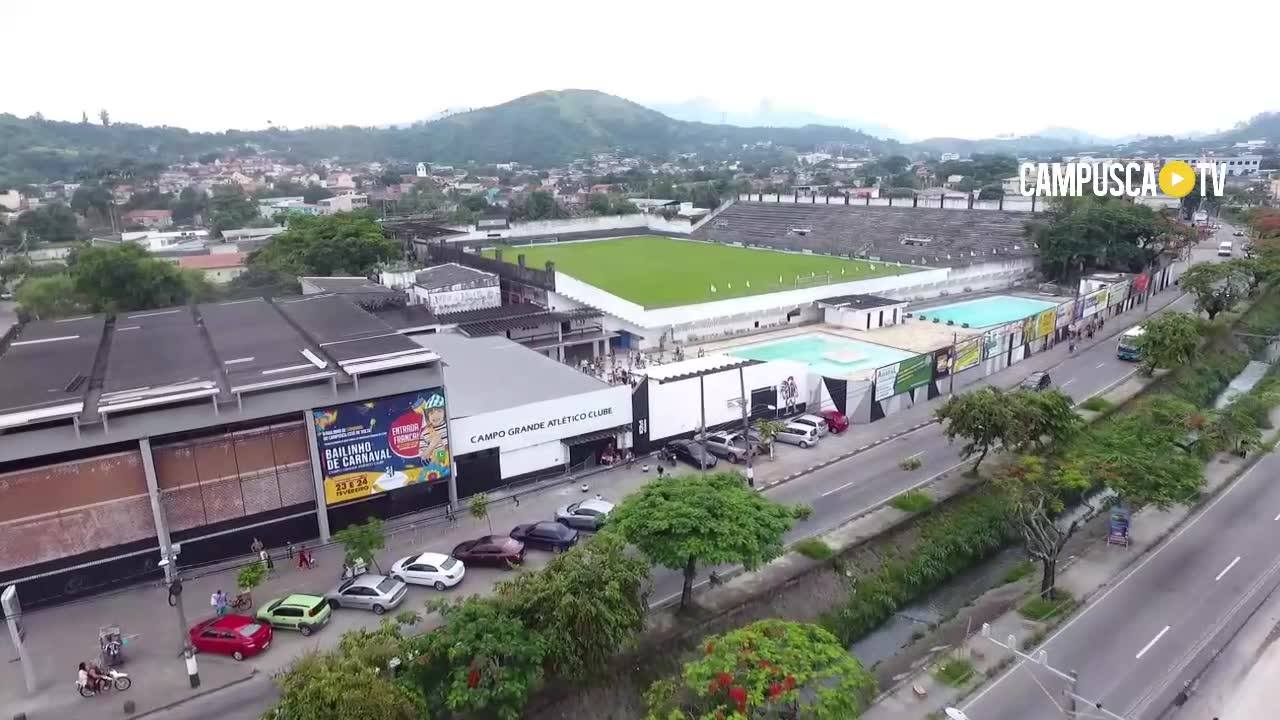
Complexo esportivo do Campo Grande Atlético Clube na Rua Artur Rios, 1270.

Campo Grande Atlético Clube é uma agremiação esportiva da Zona Oeste da cidade do Rio de Janeiro, capital do estado do Rio de Janeiro, fundada a 13 de junho de 1940.
É proprietário do Estádio Ítalo Del Cima e o  seu maior título foi o Campeonato Brasileiro Série B, nomeado então como Taça de Prata, em 1982, tendo como principal rival historicamente o Bangu.
Ostenta também dois títulos do Campeonato Carioca da Segunda Divisão, em 1985 e 1993, considerando os seus títulos mais importantes.

## História

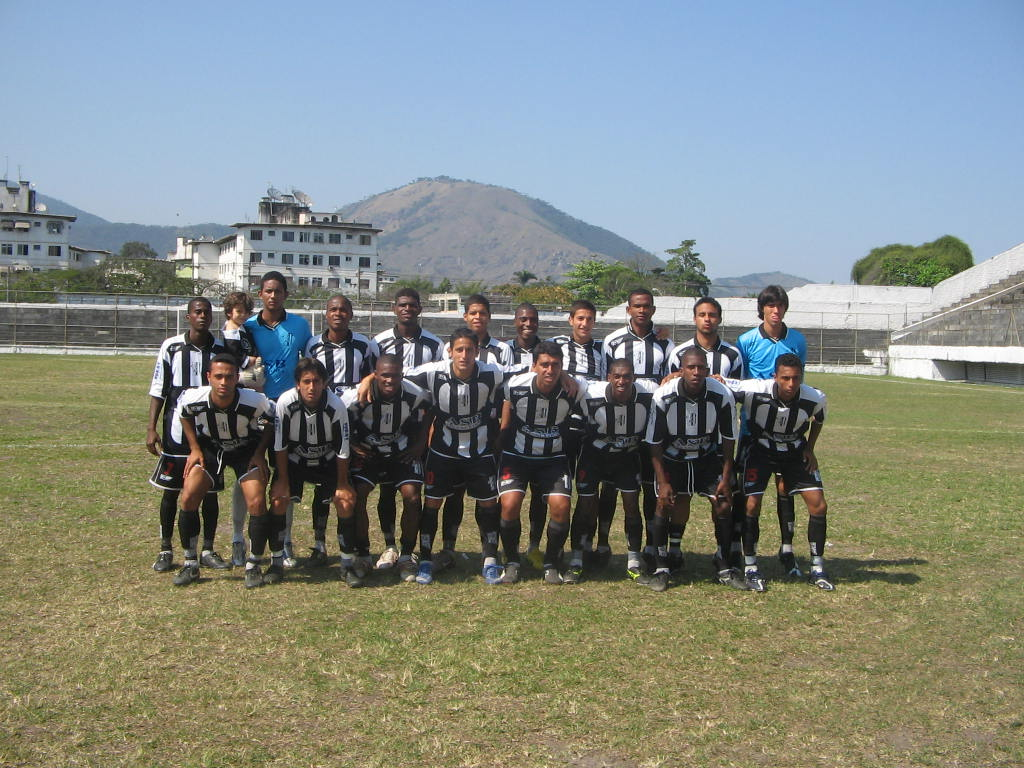
Time do Campo Grande em 2007

O futebol na região se inicia no começo do século XX. Segundo o jornal O Imparcial de 18 de maio de 1924, o antigo Campo Grande Athletic Club foi fundado em 16 de maio de 1908. Em 1920, antes de começar o certame, quando ainda era denominado de Campo Grande Football Club, fez fusão com o Paladino Football Club, surgindo o Campo Grande Athletico Club.

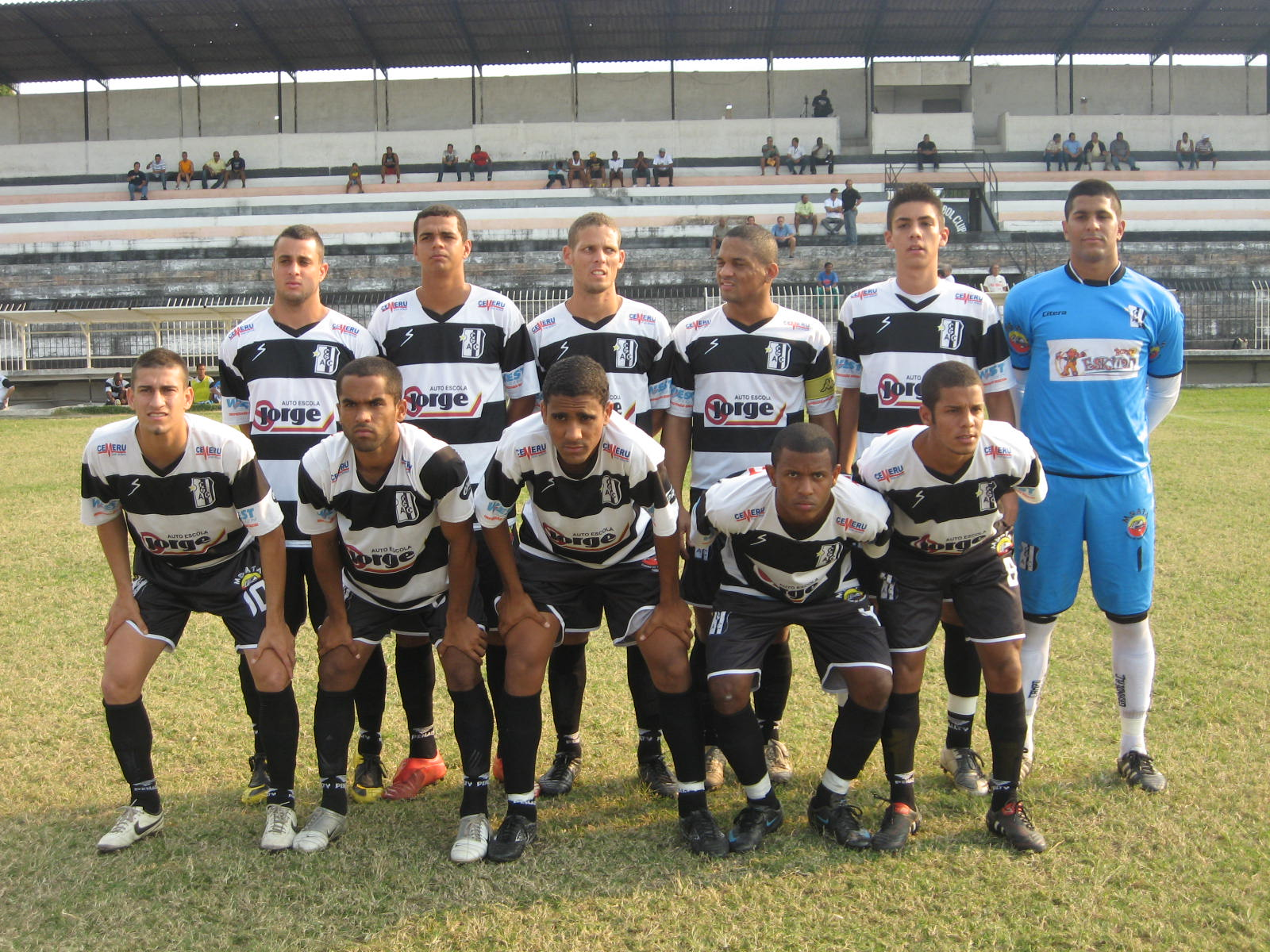
Time do Campo Grande em 2010

O atual Campo Grande foi fundado com o nome de Club Sportivo Campo Grande por remanescentes do antigo clube da região, o Campo Grande Athletic Club, fundado em 1908, que disputava os antigos campeonatos da Liga Metropolitana. Em meados dos anos 1930, o clube foi extinto, permanecendo entre alguns o ideal do futebol. O Sportivo logo deu lugar ao atual time, o único participante do antigo Departamento Autônomo.
Coube ao senhor João Ellis Filho a entrega do pedido de inscrição na Federação Estadual de Futebol do Rio de Janeiro, a 10 de abril de 1961. Já em 1962 o clube estava entre os grandes do futebol. No seu primeiro jogo pelo campeonato estadual, a 1 de julho, no Maracanã, venceu o Botafogo de Futebol e Regatas por 1 a 0, gol de Nelsinho.
O Campo Grande já disputou 580 jogos pela primeira divisão, obtendo 124 vitórias, 173 empates e 283 derrotas. Participou do Campeonato Brasileiro da Série A em 1979 e 1983. No cartel de jogos internacionais, apresenta mais de 20 jogos e três excursões. Em 1972 aos Estados Unidos em 1991 a Arábia Saudita e 1996 à Suíça.

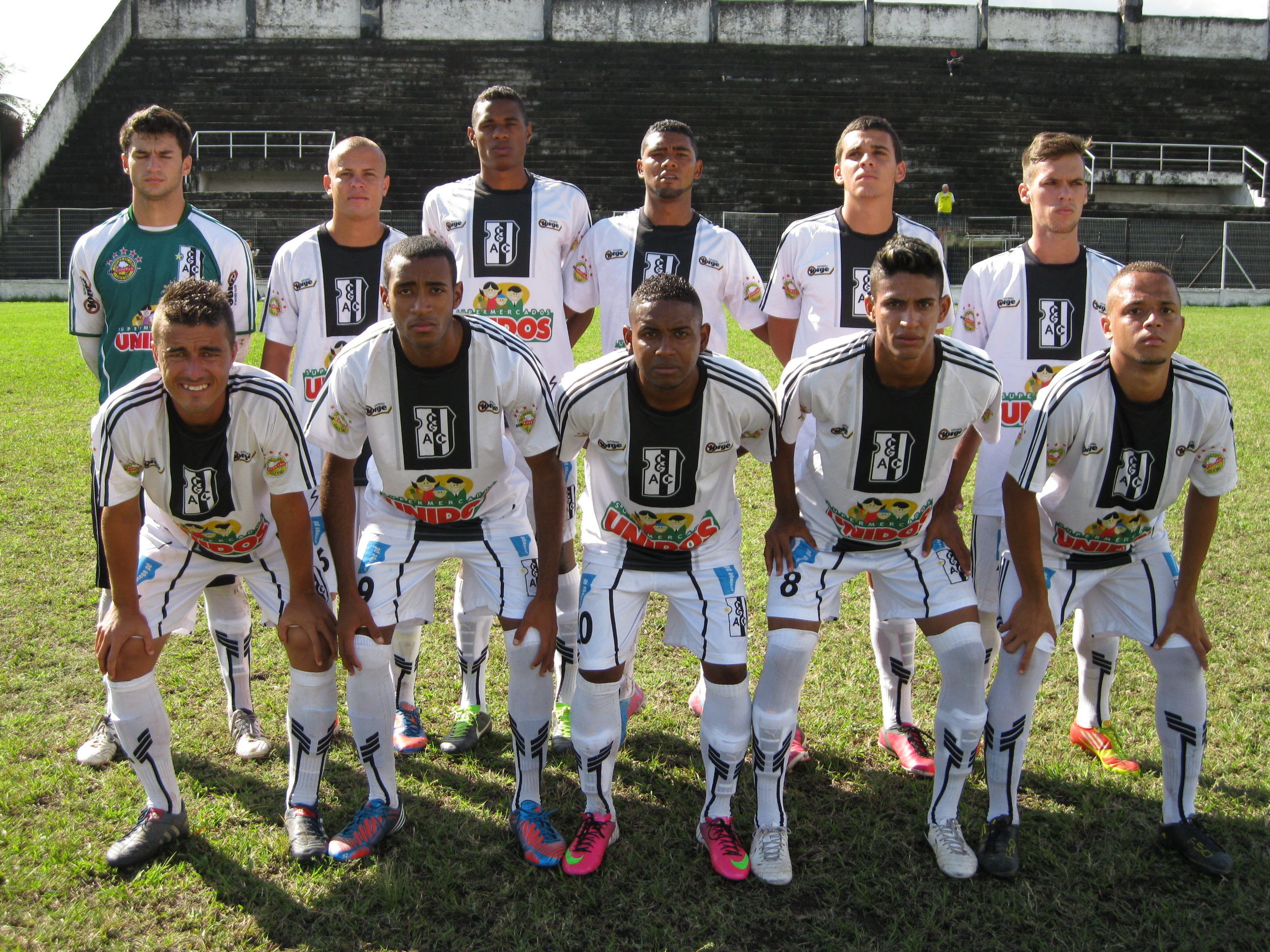
Time do Campo Grande em 2013

Fundado em 1940, cresceu assustadoramente no chamado sertão carioca, a zona rural. No Departamento Autônomo participou desde seu primeiro certame, em 1949, até ser incluído para disputar o certame estadual, em 1962. Era o mais estruturado participante do D.A. Foi admitido na Federação, a 6 de julho de 1961 e, na mensagem de seu presidente, João Ellis Filho, um trecho dizia "... desejo reafirmar a todos que acreditam no nosso êxito que faremos o possível e o impossível para nos tornarmos um dos grandes do futebol brasileiro..."
O primeiro título viria no Troféu José Trócoli, disputado entre julho e agosto de 1967, por times que não haviam se classificado para o segundo turno do campeonato estadual. No elenco figurava Dadá Maravilha que logo no ano seguinte seria vendido para o Clube Atlético Mineiro. No Campo Grande, ele assinalou 26 gols, de 1966 a 1968, incluindo gols nos juvenis e aspirantes.
O Campusca se orgulha da alcunha de celeiro de novos talentos e o principal ícone desta história é Vanderlei Luxemburgo. Hoje um dos principais técnicos do futebol brasileiro, com 31 anos, ele assumiu o time alvinegro para a disputa da Taça de Ouro (Série A do Brasileirão) de 1983. Entre 44 equipes, o Campo Grande, que já tinha feito parte da elite nacional em 1979, ficou em 24º lugar na classificação final.
O Campo Grande era um clube que tinha, para aquela época, uma estrutura fantástica e um time formado por Zé Carlos, Orlando Lelé, Neném, Pirulito e Jacenir; Israel, Lulinha e Pingo; Tuchê, Luizinho das Arábias e Luiz Paulo. Sob o comando de Décio Esteves, foi campeão da Taça de Prata e fez uma campanha muito boa na Primeira Divisão do Brasileiro.
Além de Luxa, Edu Coimbra, irmão de Zico, encerrou a carreira de jogador e começou a de treinador no Campo Grande, em 1981. Depois, treinou o Vasco e até a Seleção Brasileira. Jair Pereira é outro bom exemplo. Já dentro das quatro linhas, Dadá Maravilha surgiu para o futebol na Zona Oeste do Rio de Janeiro, em 1967, assim como Vagner Love. Também estiveram no clube, em fim de carreira, em 1991, Cláudio Adão, Elói e Roberto Dinamite. O treinador Paulo César Gusmão, que já dirigiu os 4 grandes no Rio de Janeiro, começou a carreira de goleiro no Campusca.
O Estádio Ítalo Del Cima foi construído pelo presidente Ilídio Rodrigues da Silveira, empresário do ramo de automóveis e grande empreendedor. Ele conseguiu mobilizar o comércio, as indústrias e a população em torno da ideia de construir uma nova praça esportiva para o clube. As instalações foram ampliadas e surgiu um moderno estádio que seria inaugurado a 29 de outubro de 1978 perante um público de 15.311 pagantes que viram o Flamengo vencer por 5 a 2. O primeiro gol das novas instalações foi de Zico.
Afora o fato de revelar talentos e o título de primeiro carioca a vencer a Série B do Brasileiro, o Campo Grande também se orgulha de possuir um estádio próprio. Situado na Rua Artur Rios, o Ítalo Del Cima já teve capacidade para 25 mil torcedores, e hoje comporta cerca de 18 mil. Inaugurado em abril de 1960, o maior patrimônio do clube foi construído em um terreno doado pela família Del Cima. A decisão da Taça de Prata, em abril de 1982, contra o CSA de Alagoas, marcou a história do estádio. O time havia perdido o primeiro jogo, em Maceió, por 4 a 3, e vencido o segundo, em casa, por 2 a 1. Assim, houve a necessidade de uma terceira partida, e, por ter a melhor campanha, o alvinegro voltou a jogar em seus domínios. E desta vez, diante de 16.842 torcedores presentes, não deixou dúvidas de que merecia a faixa de campeão ao golear o rival por 3 a 0 e encerrar a competição com 78% de aproveitamento, obtidos com 11 vitórias, três empates e apenas duas derrotas em 16 jogos. Décio Esteves, herói do Bangu AC na década de 1950 e jogador do Campo Grande 1962-1964, comandou o time na conquista.
Curiosamente, outra partida memorável disputada no Estádio Ítalo Del Cima  não teve a participação do Campo Grande, e sim a da dupla Fla-Flu. O Maracanã estava fechado devido à queda de parte da grade da arquibancada na final do Campeonato Brasileiro de 1992, entre Flamengo e Botafogo. Assim, no dia 2 de novembro do mesmo ano, o clássico pelo Campeonato Carioca foi realizado na Zona Oeste. O Tricolor levou a melhor e venceu o Rubro-Negro por 1 a 0, gol de Ézio.
E por falar em estadual, o Campo Grande tem história na competição. A estreia na Primeira Divisão foi em 1962. Desde então, o clube esteve presente em 29 edições, tendo obtido como melhor colocação o quinto lugar, em 1991, o Flamengo foi o campeão. Em 1980, o time alvinegro aplicou sua maior goleada pelo Carioca: 6 a 0 sobre a extinta Associação Desportiva Niterói, no Ítalo Del Cima. A última aparição na elite ocorreu em 1995. De lá para cá, o time vem oscilando entre as séries B e C do Rio de Janeiro.
Disputa a Série B do Campeonato Brasileiro até 2002, quando foi rebaixado juntamente com mais quatro clubes por ter desistido de participar.
Em 2008 foi vice campeão da terceira divisão do Campeonato Carioca venceu o primeiro jogo 1 a 0 sobre o Quissamã Futebol Clube, dia 29 de novembro. e foi derrotado por 3 a 1 no jogo da volta, que custou-lhe o título, mas não o acesso de volta à Segunda Divisão Carioca, conquistou também o Estadual Feminino depois de de dois jogos disputados contra o Volta Redonda (1 a 1 no Italo Del Cima e vitória de 3 a 1 no Raulino de Oliveira). Para o campeonato de 2010, Valdir Bigode assumiu como técnico da equipe.
Em 2011, repete a campanha pífia de anos anteoriores e é eliminado na 2ª Fase do Campeonato Carioca da Terceira Divisão, como último colocado de seu grupo. Foram 14 jogos: 3 vitórias, 1 empate e 10 derrotas, sendo que 2 das 3 vitórias foram por WO contra o Canto do Rio que desistiu da competição após o prazo estipulado pela Federação.
Em 2012, o time é excluído do Campeonato Carioca da Terceira Divisão por dívidas com a FFERJ. Em 2012 conquista a Taça Cidade de Nova Iguaçu de Futebol Feminino ao bater o Vasco da Gama na final por 2 a 0.
Em 2013, disputou o Campeonato Carioca da Terceira Divisão com um time formado nas divisões de base e chegou a brigar pela classificação, porém ficou fora da fase final.
Em 2014, o ano começou com mudança na diretoria, chegada de investidores no futebol, promessa de melhorias no Ítalo Del Cima e confirmação de disputa da Série C do estadual. Contudo, por conta de problemas na inscrição de atletas, o time que vinha na liderança de sua chave, acabou eliminado na primeira fase da competição.
Em 2015, o time pede licença durante o primeiro semestre e retornou no segundo semestre para a disputa do Torneio Otávio Pinto Guimarães Sub-23
Em 2016, o ano começou com a expectativa de reforma do estádio Estádio Ítalo Del Cima para ser utilizado pelos times cariocas da Seria A no Brasileiro que acabou não acontecendo depois disso a equipe ficou impedida pela  FFERJ  de disputar o Campeonato Carioca da Terceira Divisão  juntamente com outros clubes tradicionais e teve que jogar o Torneio Amistoso também conhecido como C2  onde se sagrou vice-campeão da competição perdendo a final para o Itaboraí Profute Futebol Clube
Em 2017, o time retornou as competições oficiais disputando a série C do campeonato carioca, terminando a competição em Décimo primeiro lugar devido a excessivos WO's.
Em 2018, Disputou a série C do campeonato carioca, terminando a competição em 3º lugar perdendo a vaga para final e o acesso  para o Itaboraí Profute Futebol Clube na disputa de penalidades, porém com a boa campanha na série C garantiu vaga na Copa Rio 2019.
Em 2019, o Campusca começou com o ano com o pé direito nas categorias de base. O sub-15 foi campeão da Copa Zico 2019 vencendo na final o time Guerreiros por 1 a 0 no CT do Zico. É a primeira vez em que o Campusca conquista esta copa. A equipe profissional conquistou o vice campeonato da Serie C e com isso o acesso para a Série B2 do Estadual 2020 e uma vaga na Copa Rio 2020.
Em 2020, Com 3º lugar no Campeonato Estadual da Série B2 2020, Conquista o acesso a B1 e a vaga na Copa Rio 2021.
Em 2024, o clube foi campeão da Taça Maracanã, turno do estadual do Campeonato Carioca Série B2, ao vencer o Zinzane na última rodada pelo placar de 3 a 2. Com o título, o clube se habilitou às semifinais do campeonato, em busca do título e do acesso. Nas semifinais, eliminou o Carapebus após duas vitórias. Na final, enfrentou o Bonsucesso, vencendo as duas partidas e coroando a ótima campanha com o título da Quarta Divisão do Estadual.

## Títulos

### Futebol masculino

#### Principais
| NACIONAIS          | NACIONAIS                       | NACIONAIS | NACIONAIS  |
|                    | Competição                      | Títulos   | Temporadas |
| ------------------ | ------------------------------- | --------- | ---------- |
|                    | Campeonato Brasileiro - Série B | 1         | 1982       |
| ESTADUAIS          |                                 |           |            |
|                    | Competição                      | Títulos   | Temporadas |
|                    | Campeonato Carioca - Série A2   | 1         | 1985       |
|                    | Campeonato Carioca - Série B2   | 1         | 2024       |
|                    | Torneio Início                  | 1         | 1926       |
| TURNOS DO ESTADUAL |                                 |           |            |
|                    | Competição                      | Títulos   | Temporadas |
|                    | Taça Maracanã                   | 1         | 2024       |

#### Outras conquistas
- Torneio Otávio Pinto Guimarães: (1969)
- Torneio Otávio Pinto Guimarães Sub-20: (1986)
- Campeão da Taça Cidade Nova Iguaçu Infantil: (2005)
- Campeão Iguaçuano Mirim: (2005)
- Campeão da Liga Rio Copa sub 20: (2006, 2007, 2015 e 2019)

#### Campanhas de destaque
- Torneio Início do Rio de Janeiro: Vice-campeão: (1963)
- Campeonato Carioca - Série A2: Vice-campeão: (1989 e 1998)
- Campeonato Carioca - Série B1: Vice-campeão: (2008)
- Campeonato Carioca - Série B1: 3º lugar: (2020)
- Campeonato Carioca - Série C: Vice-campeão: (2019)
- Torneio Internacional - Basel - Suíça: 3º lugar: (1996)
- Copa São Paulo de Futebol Júnior: 3º lugar: (1974)

### Futebol feminino
| ESTADUAIS      | ESTADUAIS                  | ESTADUAIS | ESTADUAIS   |
|                | Competição                 | Títulos   | Temporadas  |
| -------------- | -------------------------- | --------- | ----------- |
| Rio de Janeiro | Campeonato Carioca         | 2         | 2004 e 2008 |
| Rio de Janeiro | Taça Cidade de Nova Iguaçu | 1         | 2012        |

## Rivalidade
O principal rival do Campo Grande é o Bangu Atlético Clube, pois estes dois clubes são da mesma região da cidade do Rio de Janeiro, a Zona Oeste. Os embates entre estas duas tradicionais agremiações do Rio de Janeiro são conhecidos como o Clássico Rural. A primeira partida oficial entre as duas equipes ocorreu no Estádio de Moça Bonita, em 16 de setembro de 1962, pelo Campeonato Carioca daquele ano, com o placar de Bangu 3 a 2 Campo Grande. A partir de então, até 2009, foram 81 partidas, com 19 vitórias do Campo Grande, 34 vitórias do Bangu e 28 empates, com 70 gols para o Campo Grande e 107 para o Bangu.

## Grandes jogos pelo Campeonato Brasileiro Série A
| 8 de Novembro de 1979 | Campo Grande | 1 - 1    | Fluminense             | Estádio Ítalo del Cima |
|                       | César 3'     | Futpédia | 20' Cristóvão · Edinho | Árbitro: Hélio Cosso   |

| 11 de Novembro de 1979 | Campo Grande                      | 5 - 0    | Maranhão | Estádio Ítalo Del Cima              |
|                        | César 44' 56' 71' · Rocha 47' 80' | Futpédia |          | Árbitro: Lourival Ribeiro da Paixão |

| 23 de Fevereiro de 1983 | Campo Grande | 0 - 0    | Grêmio | Estádio Ítalo Del Cima          |
|                         |              | Futpédia |        | Árbitro: Édson Alcântara Amorim |

| 22 de Março de 1983 | Campo Grande            | 1 - 1    | Corinthians    | Estádio Ítalo Del Cima        |
|                     | Luisinho das Arábias 7' | Futpédia | 52' Casagrande | Árbitro: Manoel Amaro de Lima |

| 26 de Março de 1983 | Campo Grande                                    | 2 - 1    | Vasco da Gama                                    | Estádio Ítalo Del Cima   |
|                     | Ramírez 2' · Luisinho das Arábias 61' · Lulinha | Futpédia | 56' Marquinho Carioca · Celso · Serginho Carioca | Árbitro: Gilson Cordeiro |

## Histórico em competições oficiais

### Campeonato Brasileiro
Série Aː
| Ano   | Posição | J  | V  | E | D  | GP | GC | SG |
| ----- | ------- | -- | -- | - | -- | -- | -- | -- |
| 1979  | 27º     | 16 | 7  | 4 | 5  | 19 | 13 | +6 |
| 1983  | 24º     | 15 | 4  | 5 | 6  | 13 | 20 | -7 |
| Total | -       | 31 | 11 | 9 | 11 | 32 | 33 | -1 |

- Campeonato Brasileiro Série B em 1980 a 1982, 1984 e 1991;
- Campeonato Brasileiro Série C em 1990, 1994, 1995, 1997 e 1998;

### Campeonato Estadual
Primeira Divisão: 1962 a 1964, 1966 a 1975 (FCF), 1976 a 1984, 1986, 1987, 1990 a 1992, 1994 e 1995;
Melhores Campanhas:
| Posição | Ano(s)            |
| ------- | ----------------- |
| 5º      | 1991              |
| 6º      | 1980, 1982 e 1986 |
| 7º      | 1963, 1967 e 1983 |

- Grupo B da Primeira Divisão: 1993
- Segunda Divisão: 1985, 1988, 1989,1996 a 2002, 2009;
- Terceira Divisão: 2003, 2004, 2005, 2007,2008,2010,2011,2013 2014,2017 e 2018.
- Seletiva para a Segunda Divisão: 2006 (primeiro semestre);
- Seletiva para a Primeira Divisão: 2006 (segundo semestre);